# High Voltage (píseň)
„High Voltage“ je singl skupiny AC/DC, vydaný v roce 1975. Na straně B vyšla v Austrálii skladba „Soul Stripper“ a v Evropě „Live Wire“. Skladba vyšla na albech T.N.T. v roce 1975 a na mezinárodní verzi alba High Voltage z roku 1976.

## Sestava
- Bon Scott – zpěv
- Angus Young – sólová kytara
- Malcolm Young – rytmická kytara, doprovodný zpěv
- Mark Evans – basová kytara, doprovodný zpěv
- Phil Rudd – bicí